# 昌達
昌達（しょうたつ）は、隋末唐初に楚政権を樹立した朱粲が立てた私年号。
615年 - 619年。

## 西暦・干支との対照表
| 昌達 | 元年  | 2年   | 3年   | 4年   | 5年   |
| 西暦 | 615年 | 616年 | 617年 | 618年 | 619年 |
| 干支 | 乙亥  | 丙子  | 丁丑  | 戊寅  | 己卯  |